# Pfarrkirche Lindach

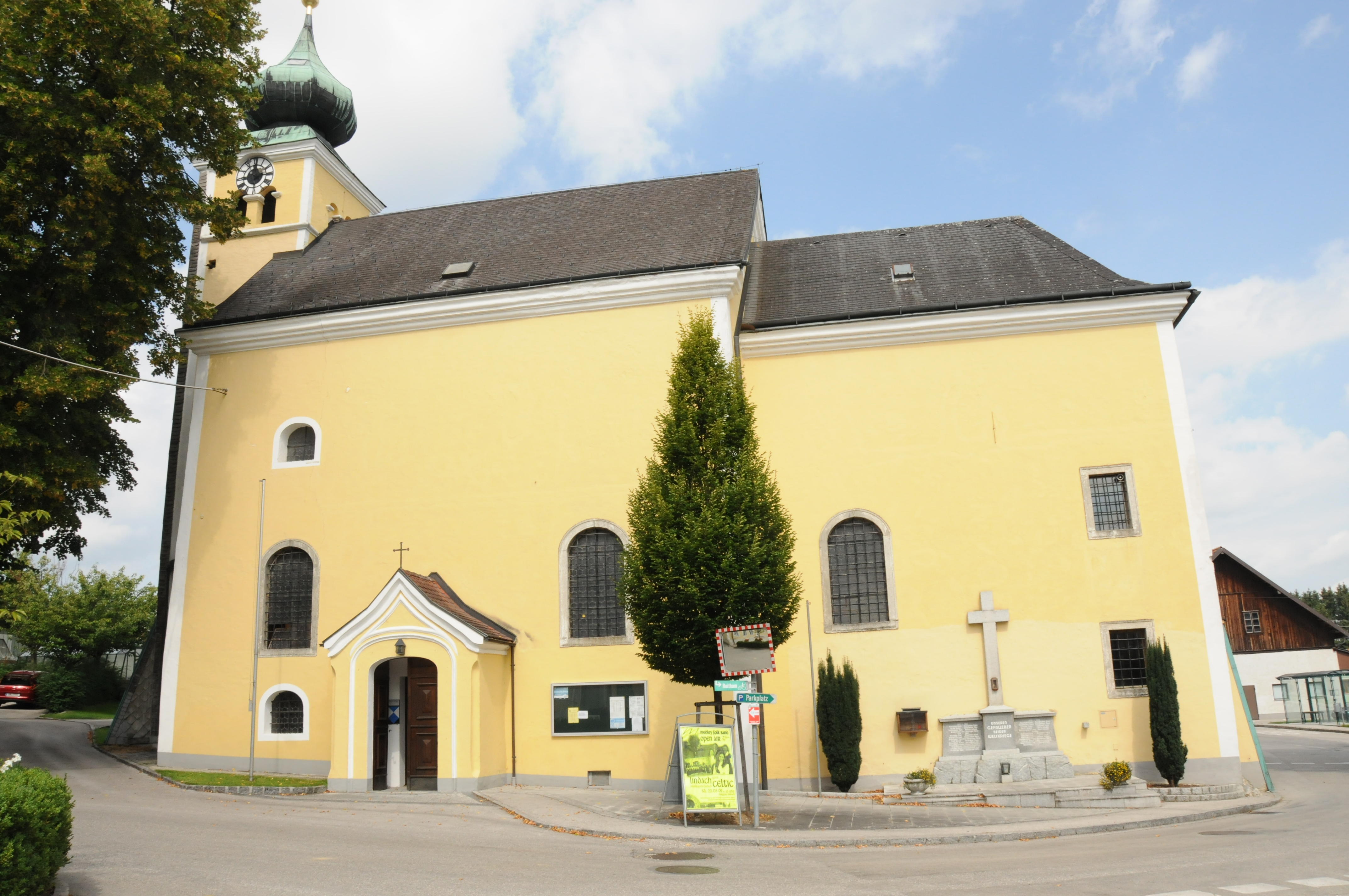
Katholische Pfarrkirche hl. Margaretha in Lindach

Die römisch-katholische Pfarrkirche Lindach steht in der Ortschaft Lindach in  der Gemeinde Laakirchen im Bezirk Gmunden in Oberösterreich. Sie ist der heiligen Margaretha geweiht und gehört zum Dekanat Gmunden in der Diözese Linz. Das Bauwerk steht unter Denkmalschutz.

## Lagebeschreibung
Die Kirche steht in der Ortschaft Lindach an der Leopold Sonntag-Straße 1.

## Geschichte
Die Pfarre wurde 1680 erbaut und 1912 renoviert.

## Kirchenbau
Kirchenäußeres
Die Kirche hat einen Westturm mit Zwiebelhelm.
Kircheninneres
Das einschiffige Langhaus ist dreijochig. Darüber ist Tonnengewölbe mit Stichkappen. Der rechteckige Chor endet in einem geraden Abschluss. Darüber ist Kreuzgewölbe. Unterhalb des Gewölbes ist ein schweres durchgehendes Gesims. Die Orgelempore ist zweigeschoßig.

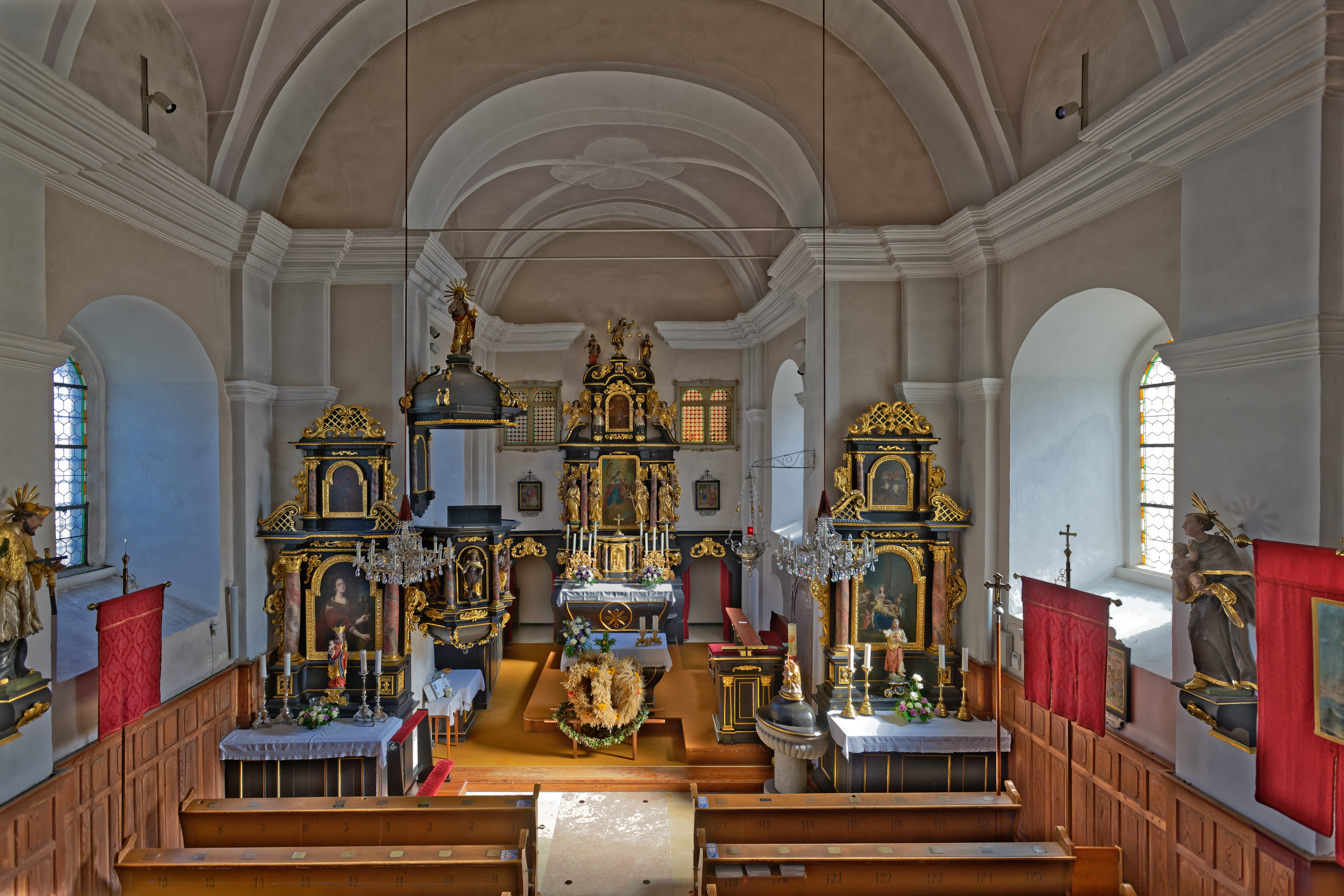
Innenraum mit Hauptaltar und Erntekrone

## Ausstattung
Der Hochaltar stammt aus dem Jahr 1682. Die Seitenaltäre und die Kanzel stammen aus der gleichen Zeit. Im Langhaus stehen einige barocke Heiligenfiguren.